# Pomaderris subplicata
Pomaderris subplicata är en brakvedsväxtart som beskrevs av Neville Grant Walsh. Pomaderris subplicata ingår i släktet Pomaderris och familjen brakvedsväxter. Inga underarter finns listade i Catalogue of Life.